# Télévision en Finlande
La télévision en Finlande a été introduite en 1955. La télévision en couleur a débuté en 1969 et a été introduite progressivement, la plupart des programmes étant en couleur à la fin des années 1970,. Toutes les chaînes analogiques terrestres ont cessé d'émettre le 1er septembre 2007 après l'introduction de la télévision numérique terrestre : les fournisseurs de câble ont été autorisés à poursuivre la diffusion analogique dans leurs réseaux jusqu'au 1er mars 2008.
Généralement, les contenus en langue étrangère sont sous-titrés, tout en conservant la bande sonore en langue originale. Cela inclut les réponses aux interviews dans les émissions qui ne sont pas données dans la langue principale de l'émission. Les programmes étrangers destinés aux enfants sont généralement doublés dans l'une des langues nationales. Indépendamment du public visé ou de la langue d'origine, de nombreuses émissions bénéficient d'un titre en finnois et/ou suédois qui est utilisé dans les grilles de programmes.
En 2016, 47 % des téléspectateurs en Finlande regardaient la télévision par antenne terrestre, 43 % par câble, 11 % par télévision IP et 4 % par satellite.